# Abbaye Saints-Pierre-et-Paul de Freising
L'abbaye Saints-Pierre-et-Paul est une ancienne abbaye de prémontrés située dans le quartier de Neustift à Freising en Bavière. Elle est depuis 1987 le siège du Conseil d'arrondissement de Freising.

## Histoire
L'abbaye a été fondée en 1141 par Otton de Freising avec la protection du margrave d'Autriche. Elle est confisquée et sécularisée en 1803 au moment du recès d'Empire inspiré des lois napoléoniennes et devient jusqu'en 1905 une caserne. Ensuite jusqu'en 1971 elle abrite divers ateliers, bureaux et logements, pour devenir en 1987 le siège du Conseil d'arrondissement. L'ancienne salle des fêtes de l'abbaye sert aujourd'hui de salle de délibération des représentants de l'arrondissement.
L'église abbatiale est devenue église filiale de la paroisse Saint-Georges en 1803, puis église paroissiale en 1892. C'est l'une des églises rococo les plus remarquables de Bavière, construite autour de 1700 par Giovanni Antonio Viscardi et restaurée en 1751 après un incendie. Son clocher mesure 65m de haut.

## Galerie

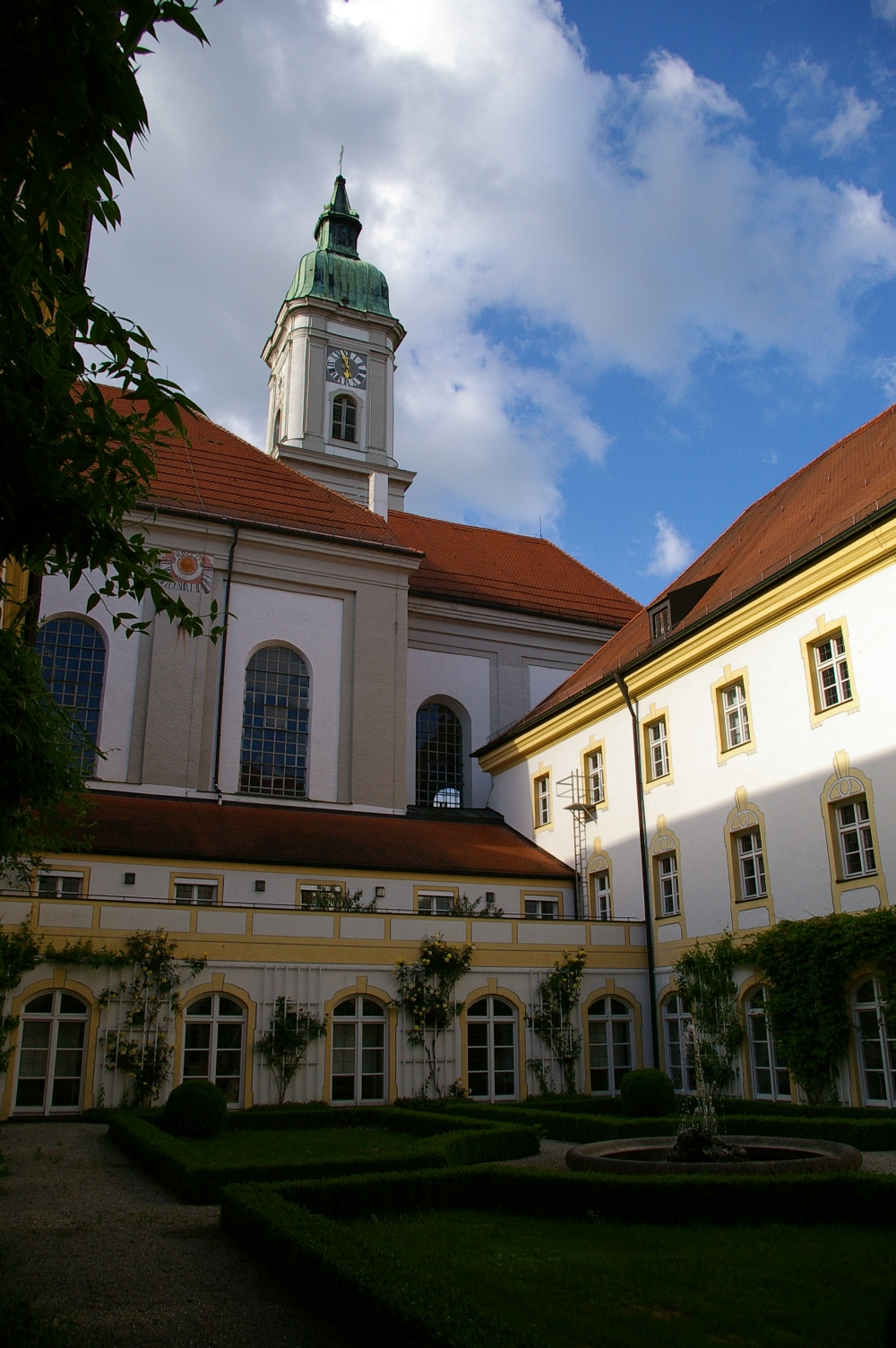
Vue de l'ancien cloître.
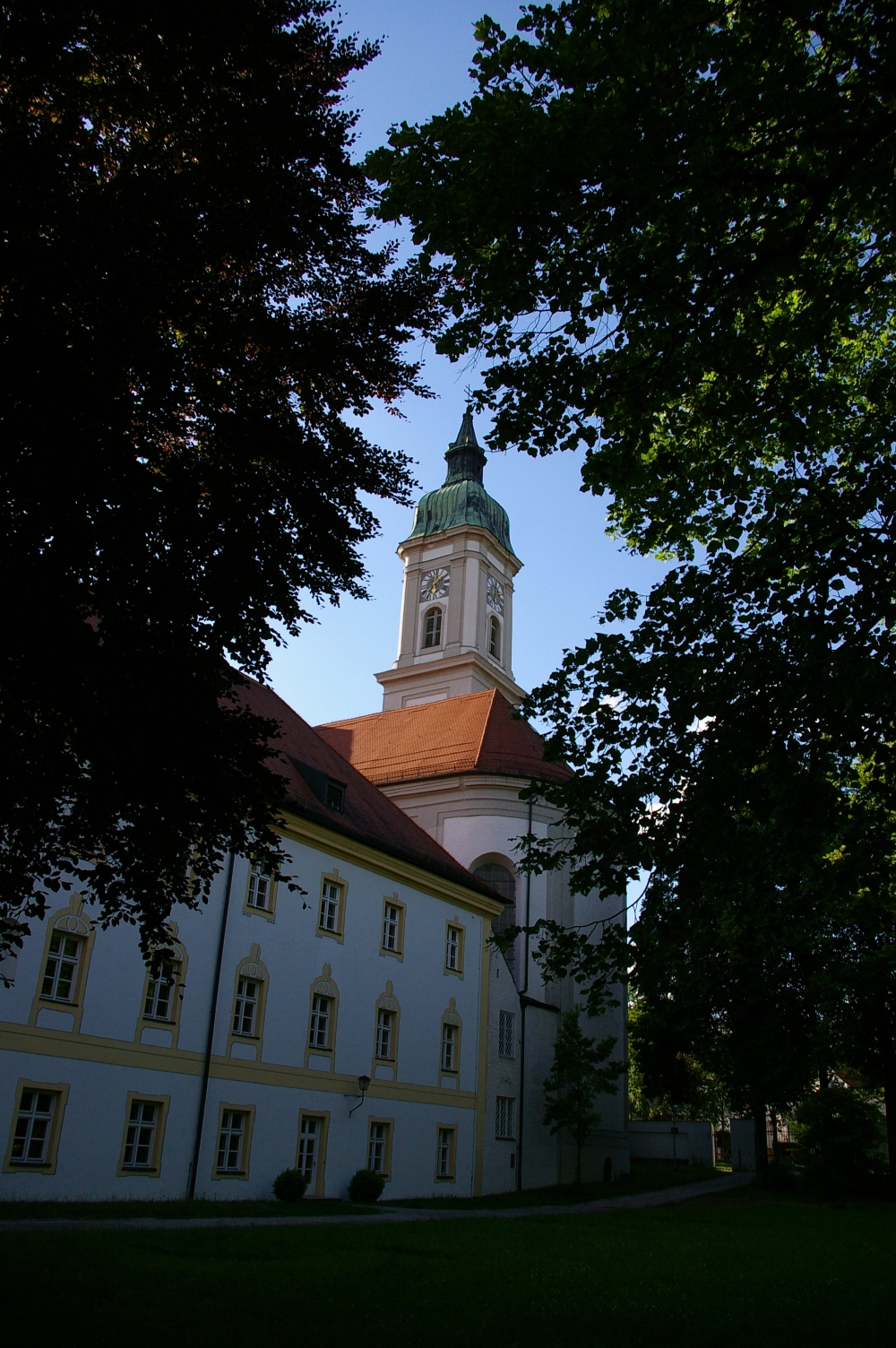
Arrière de l'église et jardin de l'ancienne abbaye.